# Transdev Rail
Die Transdev Rail SAS ist eine französische Bahngesellschaft und Teil der Transdev-Firmengruppe. Das Tochterunternehmen entstand 2019 durch Umfirmierung aus der Chemins de fer et transport automobile (CFTA). In ihm bündelt der Transdev-Konzern seine Aktivitäten im Schienenverkehr Frankreichs, die vor allem SPNV in der Bretagne und der Region Auvergne-Rhône-Alpes sowie ab 2025 auch in der Provence umfassen.

## Firmengeschichte
1989 erwarb eine Tochterfirma der Compagnie Générale des Eaux (CGE), die Compagnie générale d’entreprises automobile (CGEA), 92 % der Anteile an der damals im Bahn- und Busverkehr tätigen Chemins de fer et transport automobile (CFTA). Die Transportsparte der CGE wurde 1999 in Connex und 2005 in Veolia Transport umbenannt. Die CFTA behielt ihre bisherige Firmierung bei und gründete 2006 ein Tochterunternehmen CFTA Cargo, in dem die Tätigkeiten im Schienengüterverkehr konzentriert wurden. 2009 verkaufte Veolia seine im Güterverkehr in Frankreich tätigen Firmen einschließlich der CFTA Cargo an die Groupe Eurotunnel.
2011 schlossen sich die bisherigen Konkurrenten Veolia und Transdev zusammen. Das Gemeinschaftsunternehmen trug zunächst den Namen Veolia Transdev, wurde aber 2013 in Transdev umbenannt, nachdem Veolia den Verkauf seiner Anteile angekündigt hatte. Zur Vereinheitlichung der Außenwirkung begann Transdev, Tochterunternehmen neu zu strukturieren und umzubenennen. Die CFTA wurde am 30. Januar 2019 zunächst in Transdev Rail Bretagne und am 15. März 2019 schließlich in Transdev Rail umfirmiert.
Vom 24. September 2013 bis zur Auflösung am 9. Juni 2017 existierte unabhängig von der CFTA bereits ein Unternehmen namens Transdev Rail SAS im Transdev-Konzern, das jedoch nicht aktiv im Schienenverkehr tätig war.

## Aktivitäten

### Transdev Rail Bretagne
In der Bretagne betreibt Transdev Rail den Schienenpersonennahverkehr auf der Bahnstrecke Guingamp–Paimpol und der Bahnstrecke Guingamp–Carhaix. Zugleich ist Transdev Rail als Gestionnaire d'Infrastructure Conventionné (GIC) auch der Infrastrukturbetreiber der beiden zum SNCF-Netz zählenden Strecken.

### Rhônexpress
Über das Tochterunternehmen Transdev Rail Rhône ist Transdev Rail der Betreiber des Rhônexpress, einer Tram-Train-Verbindung zwischen dem Zentrum von Lyon und dem Flughafen Lyon Saint-Exupéry.

### Panoramique des Dômes
Ebenfalls über eine Tochtergesellschaft, die Transdev Rail Puy de Dôme SASU, führt Transdev Rail den Betrieb der Panoramique des Dômes genannten Zahnradbahn auf den Puy de Dôme im Zentralmassiv.

### TER Marseille–Nice

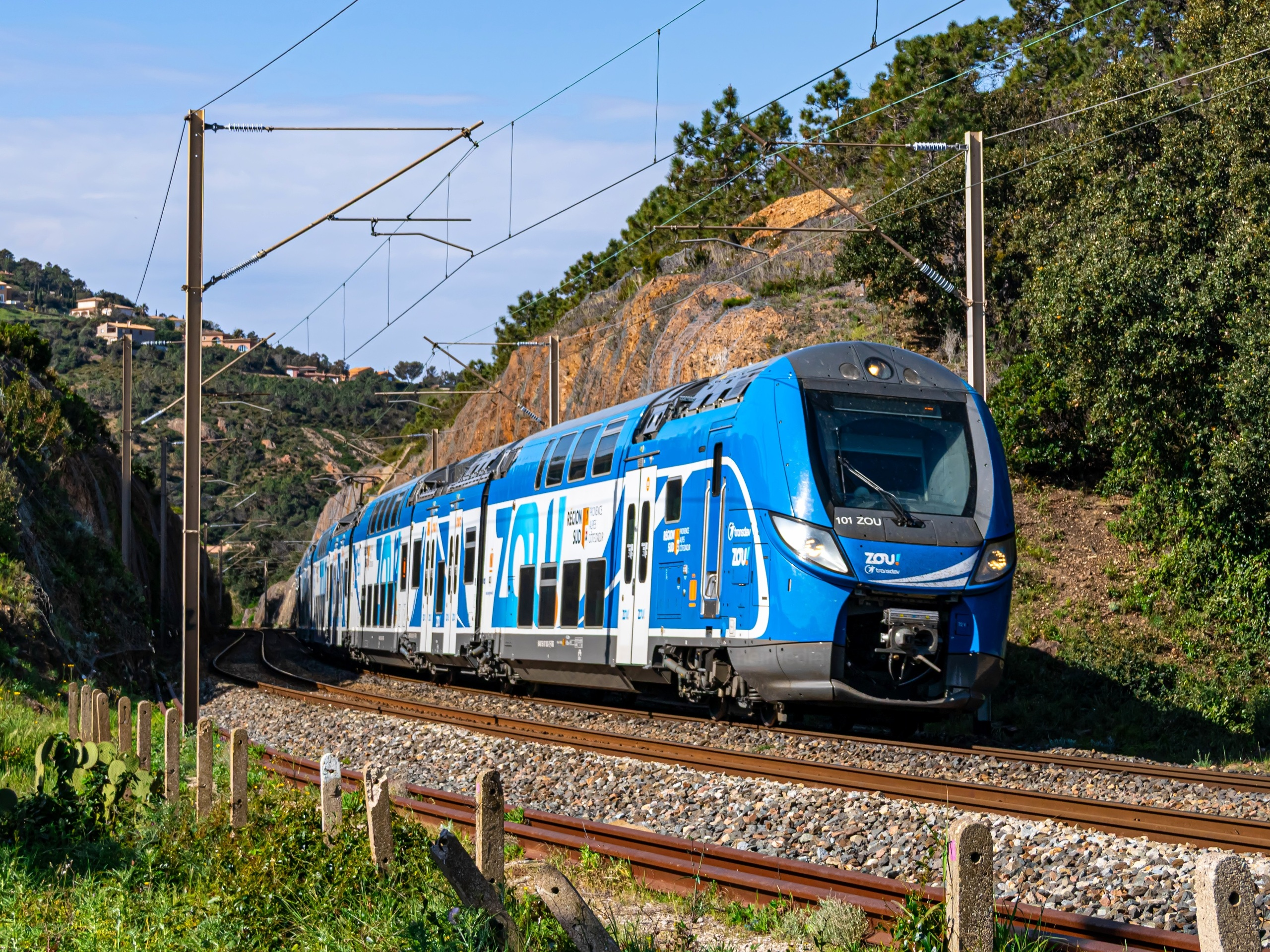
Alstom-Zug für Transdev Rail auf Probefahrt (April 2025)

Im Herbst 2021 konnte Transdev als erstes Unternehmen neben der SNCF eine öffentliche Ausschreibung von SPNV-Leistungen in Frankreich gewinnen. Seit 29. Juni 2025 betreibt Transdev Rail über eine Tochtergesellschaft namens Transdev Rail Sud Inter-métropoles SAS die durchgehenden Regionalzüge Marseille–Toulon–Cannes–Nizza auf der Bahnstrecke Marseille–Ventimiglia.

### TER Nancy–Contrexéville
Ebenfalls über eine Ausschreibung öffentlicher Leistungen konnte Transdev Rail in einem Konsortium mit dem Baukonzern NGE einen Auftrag über SPNV-Leistungen zwischen Nancy und Contrexéville gewinnen. Eine zu 75 % von Transdev Rail und zu 25 % von NGE gehaltene Betreibergesellschaft wird ab Dezember 2027 bis 2046 täglich 14 Zugpaare auf der Gesamtverbindung über die Strecken (Nancy–)Jarville-la-Malgrange–Mirecourt und (Mirecourt–)Hymont-Mattaincourt–Vittel–Contrexéville 16 weitere Zugpaare zwischen Nancy und Pont-Saint-Vincent anbieten. Ein zweites Konsortium, an dem neben NGE (50 %) und Transdev (20 %) auch die Caisse des Dépôts (30 %) beteiligt ist, wird im selben Zeitraum auch den Infrastrukturbetrieb übernehmen.